# حسن تهرانی (روحانی)
حسن تهرانی (۱۳۱۲ - ۱۴ دی ۱۳۸۵) روحانی ایرانی و عضو جامعه مدرسین حوزه علمیه قم بود. او مدتی رئیس دادگاه عالی انتظامی قضات بود.